# Dejan Tofčević
Dejan Tofčević (Užice, 10. lipnja 1971.) srpski je pisac. Piše aforizme, kratke priče, poeziju, dramske tekstove i druge.

## Životopis
Djetinjstvo je proveo u Bajinoj Bašti. Školovao se u Bajinoj Bašti, Sarajevu, Beogradu i Podgorici. Živi i radi u Podgorici kao kontrolor zračnog prometa. 

## Opus
Objavljeni su mu radovi:
- Crno na belo, aforizmi, 2002.
- Predskazanje prošlosti, aforizmi, 2009.

Priređeni radovi:
- Antologija crnogorskog aforizme, Rijetke čestice, koautor sa Savom Martinovićem i Veljkom Rajkovićem, UHS CG, Podgorica (2006.), aforizmi

Zastupljen je u nizu antologija i zbornika kratkih priča, aforizama i pjesama, kao i različitim elektroničkim izdanjima. Djela su mu prevođena na bugarski, makedonski, engleski i finski.
Pet je godina uređivao satiru u časopisu ZID. Istodobno je uređivao Zonu satire na internetu. Suradnik je niza elektroničkih i tiskanih medija. Njegove radove može se pronaći u satiričniku ETNA kao i afo-kolumni Predskazanje prošlosti u Reviji D. Dvaput je bio u najužem krugu za Politikinu nagradu za mlade aforističare Vlada Bulatović Vib.

## Važnije nagrade
- nagrada za kratku priču Prosvjetnog rada (2003. i 2004.)
- Čivijada, nagrada za aforizam (2004.)
- Zlatna kaciga za kratku priču (2005.)
- aforističar godine na Crnogorskom festivalu humora i satire u Danilovgradu (2005.)
- Žikišon za satiričnu poeziju (2006.)
- nagrada za knjigu godine na Crnogorskom festivalu humora i satire u Danilovgradu zajedno sa Savom Martinovićem i Veljkom Rajkovićem (2006.)
- Žikišon za kratku priču (2007.)
- Rade Brka za kratku priču (2008.)
- satiričar godine na Crnogorskom festivalu humora i satire u Danilovgradu (2008.)

## Vanjske poveznice
- (srp.) Intervju s Dejanom Tofčevićem